# Bedřich Ludvík
Bedřich Ludvík (16. května 1953 Šumperk) je český dramaturg, spisovatel, textař, hudební skladatel, scenárista a režisér.

## Život
Narodil se 16. května 1953 v Šumperku. Po dokončení základní školní docházky začal v roce 1968 na Střední železniční škole v Šumperku studovat obor Strojvůdce elektrických lokomotiv. Následně se rozhodl pro studium na VUT v Brně, ale školu nedokončil a roku 1973 odešel do Prahy, kde jej jako ruchaře zaměstnalo filmové studio na Barrandově. Po absolvování vojenské služby v Popradu a Žatci začal studovat FAMU, obor dramaturgie a scenáristika.
Od roku 1982 jej zaměstnával Prior jako vedoucího příjmu zboží a v letech 1984-1990 pracoval jako topič na III. Chirurgii v Londýnské ulici. V roce 1990 dostal od režiséra Petra Kolihy nabídku místa v nové tvůrčí skupině v České televizi. Zde se jako dramaturg podílel na více než dvacítce inscenací – např. Otec, matka a já (1990), Bláha a Vrchlická (1991) či Mám rád svou milou (1992). Kromě toho se také podílel na různých celovečerních filmech – Amerika, Výchova dívek v Čechách, Kytice (režie F. A. Brabec), Smradi či Na psí knížku. V květnu 2002 začal pracovat jako scenárista, později převzal také dramaturgii nad pořadem 3 plus 1 s Miroslavem Donutilem.
V roce 1996 mu díky grantu Českého literární fondu vyšla kniha Pohádky pro otce a matky. V červnu 2003 vydal knihu Stromy se na nás dívají a v březnu 2005 Zpět k pramenům, která se stala nejprodávanější naučnou knihou.
K dokumentárním seriálům, které režíroval, si sám také napsal hudbu. Tyto skladby vyšly na CD Znělky. Už v roce 1968 složil píseň Jako by tu byli doma, která reagovala na příchod sovětské armády. V roce 1988 obdržel cenu Ptáka Noha za píseň Pracující masy. Tyto a další později vyšly na CD Odžito. V létě] 1997 pak vytvořil muzikál Magoři, který vyšel pouze na CD.
V květnu 2003 se v galerii Měsíc ve dne v Českých Budějovicích za účasti Terezy Boučkové uskutečnila premiéra recitálu Srdce u kanálu aneb jen si tak trochu schnít.
V roce 2004 byl dramaturgem televizního filmu In nomine patris, jehož hrdinou byl číhošťský farář Josef Toufar.
V roce 2010 si zahrál ve studentském filmu Legenda o sudu a v roce 2015 v taktéž studentském filmu Moji drazí.

## Režijní tvorba
- 2012 – Film o filmu: Kozí příběh se sýrem
- 2011 – Ohře s Vladimírem Čechem
- 2008 – Film o filmu: Kozí příběh - pověsti staré Prahy
- 2008 – Kus dřeva ze stromu
- 2008 – Světový unikát v Ruprechtově
- 2007 – Praha, město věží
- 2005 – Zpět k pramenům
- 2002 – Paměť stromů
- 1998 – Rozhlédni se, člověče
- 1998 – Jak se žije
- 1994 - Spolužáci